# Cilindro de Ciro
O Cilindro de Ciro é um cilindro de argila, atualmente dividido em vários fragmentos, no qual está escrita uma declaração em grafia cuneiforme acadiana, em nome do xá, Ciro, o Grande. Ele data do século VI a.C. (539 a.C.), e foi descoberto nas ruínas de Babilônia na Mesopotâmia (atual Iraque) em 1879. É possessão do Museu Britânico (British Museum), que patrocinou a expedição responsável pela descoberta do cilindro. O artefato foi criado após a conquista persa da Babilônia em 539 a.C., quando o exército persa, sob Ciro, o Grande, invadiu e conquistou o império caldeu, trazendo-o sob o controle do Império Persa.
O texto no cilindro elogia Ciro, o Grande, listando sua genealogia como um rei de uma linhagem de reis. O rei da Babilônia, Nabonido, que foi derrotado e deposto por Ciro, é denunciado como um ímpio opressor do povo da Babilônia e suas origens humildes são implicitamente contrastadas com a herança de Ciro. O texto diz que o vitorioso Ciro foi recebido pelo povo da Babilônia como seu novo governante e entrou na cidade em paz. Ele apela ao deus Marduque, pedindo que ele proteja e ajude Ciro e seu filho, Cambises II. Ele exalta os esforços de Ciro como um benfeitor dos cidadãos da Babilônia responsável por melhorar suas vidas, repatriar os povos deslocados e restaurar templos e santuários religiosos pela Mesopotâmia e em outros lugares na região. Ele conclui com uma descrição do trabalho de Ciro de reparar as muralhas da Babilônia, na qual ele teria encontrado uma inscrição similar de um rei antigo da Babilônia.
O texto do Cilindro foi relacionado por alguns estudiosos como evidência da política de Ciro de repatriação dos hebreus após o cativeiro na Babilônia — um ato que o livro de Esdras atribui a Ciro —, uma vez que o texto menciona a restauração de santuários religiosos e a repatriação dos povos deportados. Alguns acadêmicos, contudo, contestam essa interpretação, notando que o Cilindro de Ciro identifica apenas santuários mesopotâmicos, e não menciona os judeus, Jerusalém ou Judeia. O Cilindro também foi interpretado por alguns estudiosos como um “precursor da carta de direitos humanos”, embora o Museu Britânico e outros estudiosos rejeitem tal interpretação como sendo anacrônica e equivocada.
O cilindro foi adotado pelo Irã, anteriormente a 1979, como um símbolo nacional, tendo sido exposto ao público em Teerã, em 1971, para comemorar os dois mil e quinhentos anos da monarquia iraniana.

## Descoberta

Mapa das localidades citadas no cilindro de Ciro

O arqueólogo britânico Hormuzd Rassam descobriu o Cilindro de Ciro em março de 1879, durante um longo programa  de escavações na Mesopotâmia, levado a cabo pelo Museu Britânico. O cilindro havia sido colocado como depósito de fundação nas fundações de Esagila, o templo principal da cidade. A expedição de Rassam se seguiu à expedição mais antiga (1850) de um outro arqueólogo britânico, Austen Henry Layard, que escavou três montículos na mesma área sem encontrar nada de grande importância. Em 1877, Layard se tornou embaixador do Reino Unido no Império Otomano, que governava a região da antiga Mesopotâmia na época. Ele ajudou Rassam (que anteriormente o havia auxiliado como assistente) a obter um decreto do Sultão Otomano Abdul Hamid II para continuar as escavações. O decreto valia por apenas um ano, mas um segundo decreto, com termos muito mais liberais, foi emitido em 1878. Ele garantiu os direitos de escavação por dois anos, com uma promessa de extensão até 1882, se necessário. O decreto do Sultão autorizou Rassam a “empacotar e enviar para a Inglaterra quaisquer antiguidades que ele porventura encontrasse.” Um representante do Sultão foi instruído a estar presente na escavação para examinar os objetos conforme eles eram descobertos.
Com a permissão garantida, Rassam iniciou uma escavação de larga escala na Babilônia e outros sítios em nome dos Trustees do Museu Britânico. Ele empreendeu as escavações em quatro fases distintas. Entre cada fase, ele retornou à Inglaterra para trazer de volta seus achados e conseguir mais fundos para o trabalho futuro. O Cilindro de Ciro foi encontrado na segunda de suas quatro expedições para a Mesopotâmia, que começou com sua partida para Londres no dia 8 de outubro de 1878. Ele chegou a sua casa, em Moçul, no dia 16 de novembro e viajou os rios Tigres abaixo até Baguedade, que ele alcançou no dia 30 de janeiro de 1879. Durante fevereiro e março, ele supervisionou escavações em vários sítios babilônicos, incluindo a própria Babilônia.
Logo ele descobriu um número de construções importantes, como o templo de Esagila. Esse havia sido um grande templo voltado ao deus Marduque da Babilônia, embora sua identidade não tenha sido completamente confirmada antes das escavações arqueólogo alemão Robert Koldewey, em 1900. Os arqueólogos encontraram um grande número de documentos burocráticos escritos em tabletes de argila e, enterrado nas fundações do templo, o cilindro de Ciro. Rassam ofereceu dois relatos divergentes das descobertas que fez. Em suas memórias (Asshur and the land of Nimrod),ele escreveu que o cilindro havia sido encontrado em um montículo na região sul da Babilônia próximo da cidade de Jimjima. No entanto, numa carta enviada no dia 20 de novembro de 1879 a Samuel Birch, o responsável pelas antiguidades orientais no Museu Britânico, ele escreveu, “O Cilindro de Ciro foi encontrado em Onrã [Tel Anrã ibne Ali] com cerca de seiscentas peças de terracota com inscrições antes que eu deixasse Baguedade.” Ele deixou Baguedade no dia 2 de abril, retornando a Moçul e partindo de lá para Londres no dia 2 de maio, numa jornada à Londres que terminou no dia 19 de junho.
A descoberta foi anunciada pelo público pelo Sir Henry Rawlinson, o presidente da Sociedade Real Asiática, numa reunião da Sociedade no dia 17 de novembro de 1879. Ele descreveu o objeto como “um dos registros históricos mais interessantes em escrita cuneiforme que já foi trazido à luz”, embora ele o tenha erroneamente descrito como oriundo da cidade antiga de Borsipa ao invés da Babilônia. As Notas sobre um Cilindro de Argila recentemente descoberto de Ciro o Grande de Rawlinson foram publicadas no jornal da sociedade no ano seguinte, incluindo a primeira tradução parcial do texto.

### Fragmentos Associados
O Museu Britânico anunciou, em janeiro de 2010, que dois fragmentos de argila com inscrições, que estiveram na coleção do Museu desde 1881, foram identificados como parte do tablete cuneiforme que foi inscrito com o mesmo texto que o Cilindro de Ciro. Os fragmentos vieram do pequeno sítio de Dailem, perto da Babilônia, e a identificação foi feita pelo professor Wilfred Lambert, anteriormente da Universidade de Birmingham, e Irving Finkel, curador responsável do Departamento do Oriente Médio do Museu.
Um osso de cavalo trazendo inscrições cuneiformes aparentemente derivadas do cilindro de Ciro foi também descoberto na China junto de um segundo osso inscrito com um texto ainda desconhecido. Os ossos foram adquiridos pelo Museu do Palácio de Beijing em 1985. Sua origem não é clara, mas Irving Finkel sugeriu a hipótese de que eles talvez tragam a proclamação em outro formato (talvez em couro ou argila), derivada do texto do Cilindro de Ciro, embora por alguma razão apenas um de vinte símbolos cuneiformes foram copiados. Finkel sugeriu que isso talvez indique que o texto (e mesmo o próprio cilindro) foi enviado ao redor do império Persa e foi copiado em ossos em algum momento.

## Descrição

Trecho do Cilindro de Ciro, linhas 15-21, dando a genealogia de Ciro, o Grande, e relatando a sua captura da Babilônia em

Um cilindro em forma de barril de argila cozida, o Cilindro de Ciro foi criado em vários estágios e mede 22,5 centímetros por 10 centímetros no seu diâmetro máximo. Seu núcleo consiste em um cone de argila contendo em seu interior grandes pedras cinzas. Ele foi construído com camadas extras de argila para que pudesse ter uma forma cilíndrica antes que uma camada superficial fina de argila fosse adicionada, na qual o texto está inscrito. Ele foi escavado em vários fragmentos, tendo aparentemente quebrado em partes na antiguidade. Após a restauração, hoje existem dois fragmentos principais, conhecidos como “A” e “B”, que foram reunidos em 1972.
O corpo principal do Cilindro, descoberto por Rassam em 1879, é o fragmento “A”; o fragmento menor, “B”, é uma sessão medindo 8,6 centímetros por 5,6 centímetros. O último fragmento foi adquirido por J.B. Nies, da Universidade de Yale, de um colecionador de antiguidades. Nies publicou o texto em 1920. O fragmento foi aparentemente desprendido do corpo principal do cilindro durante as escavações originais em 1879, e foi removido das escavações ou recuperado dos refugos de Rassam. Não foi confirmado como parte do cilindro até Paul-Richards Berges, da Universidade de Münster, realizar esta atribuição em 1970. A Universidade de Yale emprestou o fragmento ao Museu Britânico temporariamente (mas, na prática, indefinidamente) em troca de um outro tablete cuneiforme da coleção  do Museu.
Embora o Cilindro seja evidentemente posterior à conquista da Babilônia por Ciro, o Grande, a data de sua criação é obscura. É comumente alegado que o cilindro deve ter sido feito durante a primeira parte do reinado de Ciro na Babilônia (assim, por volta de 539 a.C.). O professor Peter Bedford diz que isso é uma mera suposição; não há outra evidência que date os trabalhos de Ciro relatados no texto do Cilindro. O Museu Britânico coloca a data de origem do Cilindro entre 539-530 a.C.

### O texto
A inscrição no Cilindro de Ciro que chegou até nós consiste em quarenta e cinco linhas parte do fragmento A, e as restantes parte do fragmento B. Um número de linhas no começo e no fim do texto estão demasiado danificadas, impedindo que algumas palavras sejam identificadas.
O texto segue rigidamente fórmulas literárias da época, e pode ser dividido em seis  linhas de um texto escrito em grafia acadiana cuneiforme, sendo as primeiras trinta e partes.
- Linhas 1-19: uma introdução vituperando Nabonido, o antigo rei da Babilônia, e associando Ciro com o deus Marduque;
- Linhas 20-22: detalhes sobre os títulos reais de Ciro e sua genealogia, para além de sua entrada pacífica na Babilônia;
- Linhas 22-34: uma recomendação da política de Ciro de restaurar a Babilônia;
- Linhas 34-35: uma oração a Marduque em nome de Ciro e seu filho, Cambises;
- Linhas 36-37: uma declaração de que Ciro permitiu ao povo viver em paz e aumentar as ofertas aos deuses;
- Linhas 38-45: detalhes sobre as atividades de construção ordenadas por Ciro, o Grande, na Babilônia.[19]

O começo do texto está parcialmente quebrado; o conteúdo sobrevivente fala mal do caráter do rei deposto, Nabonido. Ele lista seus supostos crimes, acusando-o de profanar os templos dos deuses e de impor trabalho forçado sobre a população. De acordo com a proclamação, como um resultado das ofensas, o deus Marduque abandonou a Babilônia e procurou um rei mais correto. Marduque teria chamado Ciro para entrar na Babilônia e se tornar seu novo governante.